# Мосорски партизански одред
Мосорски народноослободилачки партизански (НОП) одред је био партизанска јединица у саставу Народноослободилачке војске и партизанских одреда Југославије током Другог светског рата у Југославији.

## Историјат
Формиран је 11. октобра 1943. од групе омишких батаљона (четири батаљона). До 6. новембра успешно је одбијао нападе делова 13. и 14. пука 7. СС дивизије и 26. усташке бојне из Омиша, Дугог Рата, Жрновнице и Дугог Поља на планини Мосору, па се повукао ка ријеци Цетини. Заједно са 9. далматинском бригадом водио је борбе са немачким и усташким снагама у рејону села Слима код Задварја, одакле се, због великих губитака, преко Башке Воде и Макарске пребацио 12. новембра у Подгору. Сутрадан, реорганизован у три батаљона, одмах је кренуо у рејон Вргорац, Козица где је водио борбу са деловима немачке 118. дивизије и усташама. Потиснут ка обали, превезен је 16. новембра са 26. дивизијом на острво Брач. Крајем истог месеца вратио се на Мосор, а 9. децембра прешао на планину Мосећ. Код Гиздавца и Брштанова водио је борбе са Немцима, нападао њихове колоне на днуну Дрниш—Мућ и садејствовао 8. далматинској бригади у заузимању Врлике и Маовица. Почетком 1944. дао је батаљон за Мосећко-свилајски НОП одред, а са остала два батаљона (око 300 бораца) наставио дејства у саставу Групе средњодалматинских одреда на Мосору. Окружен од немачких снага 25. марта 1944. на Мосору, успешно се пробио ка Камешници. У периоду април—јун 1944. вршио је диверзије и нападао непријатеља на друму Дицмо—Клис и Ловрећ—Шестановац—Задварје. За успешно извршен напад на непријатеља у Триљу 28. јуна похваљен је од Главног штаба Хрватске. До средине новембра 1944. дејстовао је у рејону Омиша, Аржана и Сиња када је расформиран, а његови борци упућени у јединице 20. дивизије.